# Cressy, Seine-Maritime

Cressy este o comună în departamentul Seine-Maritime, Franța. În 1 ianuarie 2018 avea o populație de 295 de locuitori.